# Mężec cyjanoszczęki

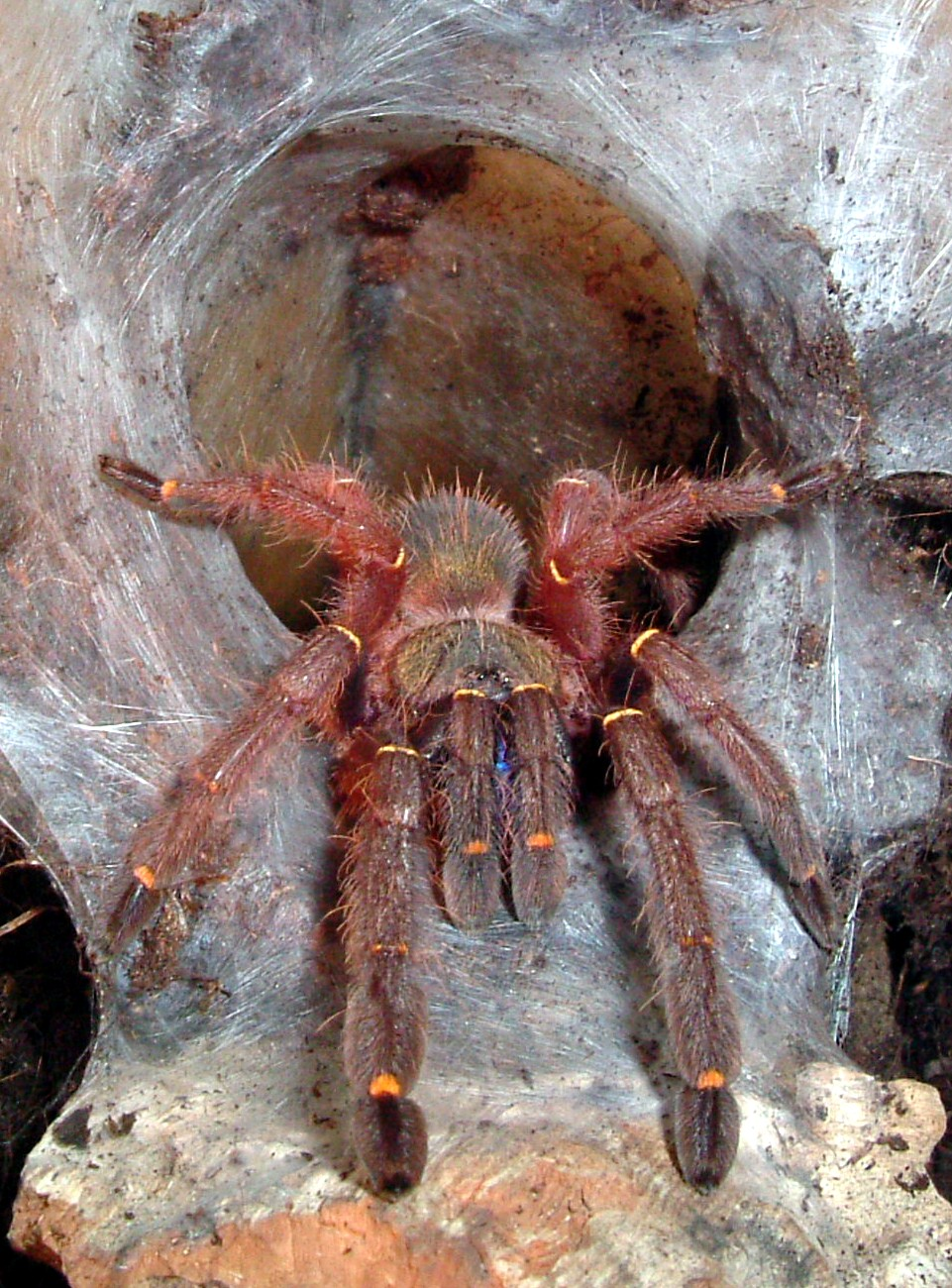
Osobnik młodociany u wylotu norki

Mężec cyjanoszczęki (Ephebopus cyanognathus) – gatunek pająka z infrarzędu ptaszników i rodziny ptasznikowatych (Theraphosidae). Endemit Gujany Francuskiej.

## Taksonomia
Gatunek ten opisany został po raz pierwszy w 2000 roku przez Ricka C. Westa i Samuela Marshalla. Jako lokalizację typową wskazano rezerwat przyrody Trésor w gminie Roura w Gujanie Francuskiej. Epitet gatunkowy oznacza w zlatynizowanej grece „błękitnoszczęki” i odnosi się do ubarwienia szczękoczułków tego pająka. Według wyników analizy filogenetycznej przeprowadzonej przez Westa i współpracowników w 2008 roku tworzy on w obrębie rodzaju klad z E. foliatus i E. uatuman cechujący się obecnością żółtych obrączek na odnóżach.

## Morfologia
Pająk ten osiąga od 40 do 55 mm długości ciała i do około 140 mm rozpiętości odnóży. Osobniki młode są ubarwione jaskrawo – karapaks jest czarny z ciemnozielonym połyskiem, opistosoma (odwłok) ma metaliczny połysk złocistozielony lub jasnozielony, szczękoczułki mają barwę członów nasadowych metalicznie niebieską, a odnóża są różowe z żółtymi obrączkami między udami i rzepkami oraz żółtą plamką między nadstopiem a czarną stopą. U dorosłych osobników dominuje ubarwienie brązowe do czarnobrązowego, szczękoczułki mają człony nasadowe ciemnoniebieskie u samic i różowofioletowe u samców, zachowane są natomiast żółte obrączki między udami i rzepkami wszystkich odnóży. Dłuższy niż szeroki karapaks ma lekko wyniesioną część głowową, wyraźne rowki głowowe i tułowiowe, prostą i głęboką, okrągłą jamkę oraz wyraźny, szerszy niż długi, równomiernie wysklepiony wzgórek oczny. Brak jest nadustka. Szczękoczułki mają od 11 do 14 ząbków na przednich krawędziach bruzd. Włoski parzące zlokalizowane są w łatce w odsiebnej części przednio-bocznej powierzchni ud nogogłaszczków. Kolejność par odnóży od najdłuższej do najkrótszej to: I, IV, II, III.
Samce mają na goleniach pierwszej pary odnóży apofizy (haki) goleniowe złożone z dwóch gałęzi, z których krótsza ma pojedynczy megakolec na powierzchni wewnętrznej, a dłuższa pojedynczy megakolec położony przedwierzchołkowo. Nogogłaszczki samca cechuje gruszkowaty do kulistego bulbus z długim, smuklejszym i bardziej wyprostowanym niż u E. uatuman, na szczycie lekko ku górze zakrzywionym embolusem. Genitalia samicy zawierają dwie szeroko odseparowane, przysadziste, kolumnowate spermateki, najszersze u podstawy, zwężone pośrodkowo i dalej rozszerzone w płaty wierzchołkowe o zaokrąglonych krawędziach dystalnych.

## Ekologia i występowanie
Gatunek neotropikalny, endemiczny dla Gujany Francuskiej, wydaje się jednak stosunkowo szeroko rozprzestrzeniony w tym kraju. Podawany z gmin Roura, Kourou, Montsinéry-Tonnegrande, Maripasoula i Saül. Zamieszkuje równikowe lasy deszczowe położone na terenach wyżynnych, w tym w górach Chevaux i Tresor. Zasiedla całkowicie zacienione stanowiska na stromych stokach, zwykle położone na rzędnych od 200 do 300 m n.p.m. Norki wykopuje zwykle w całorocznie wilgotnych glebach gliniastych i laterytowych, ale obserwowano także oprzęd tego gatunku wśród obumarłych liści rośliny 20 cm nad poziomem gruntu.

## Hodowla
Dorosły osobnik wymaga terrarium o minimalnych wymiarach 30×30×35 cm z grubą na kilkanaście cm warstwą podłoża. Zaleca się temperaturę od 23 do 27 °C oraz wilgotność 70–80%. Preferowane jest karmienie ruchliwymi owadami. Samica buduje kokon zwykle od 2 do 3 miesięcy po kopulacji. Zawiera on zazwyczaj od 100 do 120 jaj. Ptasznik ten jest stosunkowo słabo jadowity, jednak ze względu na szybkość i agresywność nie jest zalecany dla początkujących.